# NGC 4822
NGC 4822 ist eine Elliptische Galaxie vom Hubble-Typ E-S0 im Sternbild Jungfrau an der Ekliptik. Sie ist schätzungsweise 192 Millionen Lichtjahre von der Milchstraße entfernt und hat einen Durchmesser von etwa 65.000 Lichtjahren.
Im selben Himmelsareal befinden sich u. a. die Galaxien NGC 4781, NGC 4784, NGC 4790.
Das Objekt wurde am 21. April 1882 von Ernst Wilhelm Leberecht Tempel entdeckt.